# (1436) Salonta
(1436) Salonta – planetoida z pasa głównego asteroid okrążająca Słońce w ciągu 5 lat i 212 dni w średniej odległości 3,15 au. Została odkryta 11 grudnia 1936 roku w Obserwatorium Konkolyego w Budapeszcie przez Györgya Kulina. Nazwa planetoidy pochodzi od miasta Salonta (węg. Nagyszalonta), miejsca urodzenia odkrywcy. Przed jej nadaniem planetoida nosiła oznaczenie tymczasowe (1436) 1936 YA.